# Pachylophus lugens
Pachylophus lugens är en tvåvingeart som beskrevs av Friedrich Hermann Loew 1860. Pachylophus lugens ingår i släktet Pachylophus och familjen fritflugor. Inga underarter finns listade i Catalogue of Life.